# Trocholejeunea contorta
Trocholejeunea contorta là một loài Rêu trong họ Lejeuneaceae. Loài này được (Göpp. & Berendt) Gradst. & Grolle mô tả khoa học đầu tiên năm 1982.